# مؤسسه تحقیقاتی مایکروسافت

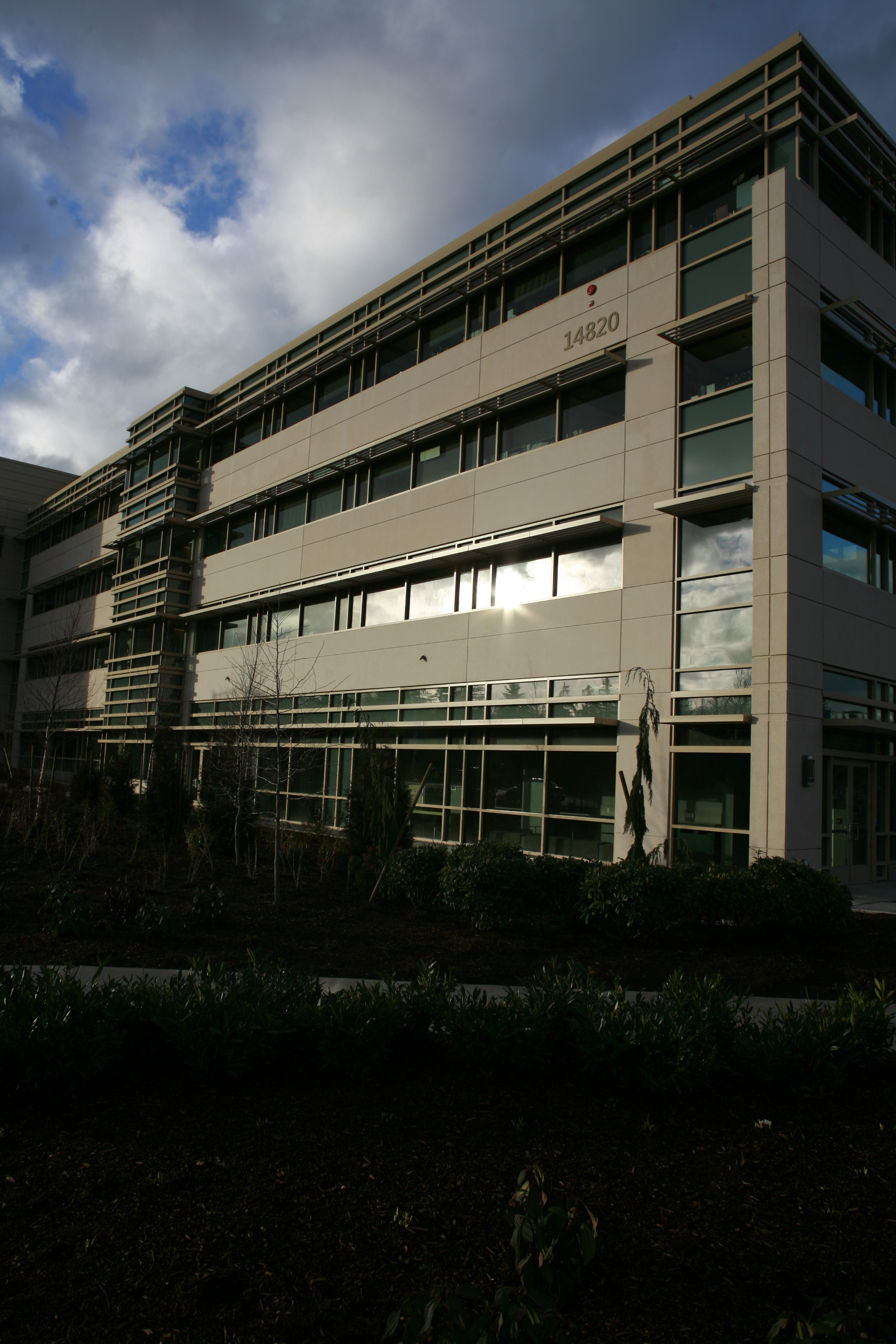
مؤسسهٔ تحقیقاتی مایکروسافتMicrosoft Research

مؤسسهٔ تحقیقاتی مایکروسافت (به انگلیسی: Microsoft Research) واحد تحقیقاتی شرکت مایکروسافت است که در سال ۱۹۹۱ میلادی راه‌اندازی شد و محققان علوم رایانه، فیزیک‌دانان، مهندسان و ریاضی‌دانان را به استخدام دارد.